# Ellie Daniel
Eleanor Suzanne (Ellie) Daniel (Philadelphia (Pennsylvania), 11 juni 1950) is een Amerikaanse zwemster.

## Biografie
Daniel won tijdens de  Olympische Zomerspelen van 1968 de zilveren medaille op de 100m vlinderslag en de bronzen medaille op de 200m vlinderslag. Met de Amerikaanse 4×100 meter wisselslagploeg won Daniel de gouden medaille. Vier jaar later won Daniel wederom olympisch brons op de 200m vlinderslag.

## Internationale toernooien
| Jaar | Olympische Spelen                                       | Pan-Amerikaanse Spelen                 |
| ---- | ------------------------------------------------------- | -------------------------------------- |
| 1967 |                                                         | 100m vlinderslag · 4×100m wisselslag   |
| 1968 | 100m vlinderslag · 200m vlinderslag · 4×100m wisselslag |                                        |
| 1969 |                                                         |                                        |
| 1970 |                                                         |                                        |
| 1971 |                                                         |                                        |
| 1972 |                                                         | 6e 100m vlinderslag · 200m vlinderslag |

1960: Burke, Kempner, Schuler, von Saltza ·
1964: Ferguson, Goyette, Stouder, Ellis ·
1968: Hall, Ball, Daniel, Pedersen ·
1972: Belote, Carr, Deardurff, Neilson ·
1976: Richter, Anke, Pollack, Ender ·
1980: Reinisch, Geweniger, Pollack, Metschuck ·
1984: Andrews, Caulkins, Meagher, Hogshead ·
1988: Otto, Hörner, Weigang, Meißner ·
1992: Loveless, Nall, Ahmann-Leighton, Thompson ·
1996: Botsford, Beard, Martino, Van Dyken ·
2000: Bedford, Quann, Thompson, Torres ·
2004: Rooney, Jones, Thomas, Henry ·
2008: Seebohm, Jones, Schipper, Trickett ·
2012: Franklin, Soni, Vollmer, Schmitt ·
2016: Baker, King, Vollmer, Manuel ·
2020: K. McKeown, Hodges, E. McKeon, Campbell ·
2024: Smith, King, Walsh, Huske